# Stéphano Bistolfi
Stéphano Bistolfi (* 7. Juni 1909 in Acqui Terme; † 4. Januar 2000 in Aubagne) war ein französischer Fußballtorwart italienischer Herkunft.

## Karriere
Der in Italien geborene Spieler, der später die französische Staatsbürgerschaft annahm, spielte zu Beginn der 1930er-Jahre bei Juventus Marseille, wobei es sich um einen Klub der italienischen Diaspora in der französischen Hafenstadt Marseille handelte. Von dort aus vollzog er 1934 den stadtinternen Wechsel zum Erstligisten Olympique Marseille; in der Profimannschaft war er fortan als Ersatztorwart vorgesehen. Als solcher kam er am 4. November 1934 zu seinem Debüt in der höchsten französischen Spielklasse, wobei er gegen die AS Cannes drei Schüsse passieren ließ und aufgrund der Torlosigkeit seiner Mannschaft eine Niederlage hinnehmen musste. 
1935 gelang der Mannschaft der Gewinn des nationalen Pokals Coupe de France, doch ihm kam daran keine direkte Beteiligung zu. Am 25. Oktober 1936 absolvierte er bei einer 3:4-Niederlage gegen den SC Fives sein letztes von fünf Ligaspielen; dies brachte ihm eine Zugehörigkeit zu der Mannschaft ein, die am Ende der Spielzeit 1936/37 den französischen Meistertitel holte. Bistolfi beendete zugleich seine Laufbahn und lebte bis zu seinem Tod im Jahr 2000 vom Fußball zurückgezogen.